# Warren Zaïre-Emery
Warren Zaïre-Emery (Montreuil, 2006. március 8. –) francia válogatott labdarúgó, a PSG középpályása.

## Pályafutása

### Klubcsapatokban
Zaïre-Emery a franciaországi Montreuil városában született. Az ifjúsági pályafutását az Aubervilliers csapatában kezdte, majd a PSG akadémiájánál folytatta.
2022-ben, mindössze 16 évesen mutatkozott be a PSG első osztályban szereplő felnőtt keretében. Először a 2022. augusztus 6-ai, Clermont Foot ellen 5–0-ra megnyert mérkőzés 82. percében, Marco Verratti cseréjeként lépett pályára. Első gólját 2023. február 1-jén, a Montpellier ellen idegenben 3–1-es győzelemmel zárult találkozón szerezte meg. Ezzel ő lett a klubjának a legfiatalabb gólszerzője, 16 évesen és 330 naposan, valamint a francia élvonal harmadik legfiatalabb gólszerzője. Február 14-én a Bayern München ellen 1–0-ra elvesztett UEFA-bajnokok ligája találkozón ő lett a sorozat történelmének legfiatalabb játékosa, aki a kezdőcsapatban kapott helyet az egyenes kieséses szakaszban 16 évesen és 343 naposan.

### A válogatottban
Zaïre-Emery az U16-os, az U17-es, az U18-as, az U19-es és az U21-es korosztályú válogatottakban is képviselte Franciaországot. 2024. május 16-án bekerült a 2024-es labdarúgó-Európa-bajnokságra utazó 25 fős keretbe.
2023-ban debütált a felnőtt válogatottban. Először a 2023. november 18-ai, Gibraltár ellen 14–0-ra megnyert EB-selejtezőn lépett pályára és egyben megszerezte első válogatott gólját is.

## Statisztikák
2023. augusztus 23. szerint
| Klub     | Szezon   | Osztály  | Bajnokság | Bajnokság | Kupa  | Kupa | Nemzetközi | Nemzetközi | Összesen | Összesen |
| Klub     | Szezon   | Osztály  | Meccs     | Gól       | Meccs | Gól  | Meccs      | Gól        | Meccs    | Gól      |
| -------- | -------- | -------- | --------- | --------- | ----- | ---- | ---------- | ---------- | -------- | -------- |
| PSG      | 2022–23  | Ligue 1  | 26        | 2         | 2     | 0    | 3          | 0          | 31       | 2        |
| PSG      | 2023–24  | Ligue 1  | 26        | 2         | 6     | 0    | 11         | 1          | 33       | 3        |
| PSG      | 2024–25  | Ligue 1  | 2         | 1         | 0     | 0    | 0          | 0          | 2        | 1        |
| Összesen | Összesen | Összesen | 54        | 5         | 8     | 0    | 14         | 1          | 76       | 6        |

### A válogatottban
| Válogatott    | Év       | Pályára lépés | Gól |
| ------------- | -------- | ------------- | --- |
| Franciaország | 2023     | 1             | 1   |
| Franciaország | 2024     | 5             | 0   |
| Franciaország | 2025     | 1             | 0   |
| Összesen      | Összesen | 7             | 1   |

#### Góljai a válogatottban
| # | Időpont            | Helyszín                              | Ellenfél  | Gólok | Eredmény | Kiírás               |
| - | ------------------ | ------------------------------------- | --------- | ----- | -------- | -------------------- |
| 1 | 2023. november 18. | Allianz Riviera, Nizza, Franciaország | Gibraltár | 3–0   | 14–0     | 2024-es EB-selejtező |

## Sikerei, díjai
PSG
- Ligue 1
  - Bajnok (3): 2022–23, 2023–24, 2024–25

- Francia kupa
  - Győztes (1): 2023–24

- Francia szuperkupa
  - Győztes (3): 2022, 2023, 2024

Francia U17-es válogatott
- U17-es labdarúgó-Európa-bajnokság
  - Győztes (1): 2022

Egyéni
- Az év tehetsége a Paris Saint-Germain akadémiáján: 2022[12]
- Ligue 1 – Az Év Fiatal Játékosa: 2023–24